# Христиан Людвиг Мекленбургский
Христиан Людвиг I (Кристиан Людвиг III) (29 сентября 1912, Людвигслюст — 18 июля 1996, Гут-Хеммельмарк) — герцог Мекленбург-Шверинский, второй сын великого герцога Мекленбург-Шверинского Фридриха Франца IV и герцогини Александры, урождённой принцессы Камберленд-Брауншвейг-Люнебургской, внук великой княгини Анастасии Михайловны.
В 1944 году семейный совет Мекленбургского дома решил назначить Христиана Людвига наследником главы дома вместо его старшего брата Фридриха Франца. Христиан Людвиг возглавил династию после смерти отца в 1945 году.
Женился на принцессе Барбаре Прусской (1920—1994) (династия Гогенцоллернов), дочери Сигизмунда Прусского (1896—1978) и Шарлотты Агнессы Саксен-Альтенбургской. 
Имел двух дочерей:
- Доната (род. 1956), с 1987 года замужем за Александром фон Солодкоф, трое детей:
  - Тира фон Солодкоф (род. 1989)
  - Аликс фон Солодкоф (род. 1992)
  - Никлос-Алексис фон Солодкоф (род. 1994)
- Эдвина (род. 1960), с 1995 года замужем за Конрадом фон Позем, трое детей[4]:
  - Людвиг фон Позерн (род. 27 февраля 1996 г.)
  - Пауль Фридрих фон Позерн (род. 14 июня 1997 г.)
  - Фердинанд фон Позерн (род. 19 июня 1999 г.)

Сыновей  Христиан Людвиг не имел. Его брат Фридрих Франц, умерший в 2001 году, детей не имел, поэтому после его смерти прямая мужская линия Мекленбургского дома прервалась.